# Cyrtorchis arcuata
Cyrtorchis arcuata là một loài thực vật có hoa trong họ Lan. Loài này được (Lindl.) Schltr. mô tả khoa học đầu tiên năm 1914.